# Круговец-Калининский сельсовет
Круговец-Калининский сельсовет (белор. Кругавец-Калінінскі сельсавет) — административная единица на территории Добрушского района Гомельской области Республики Беларусь. Административный центр — агрогородок Круговец-Калинино.

## История
Сельсовет образован в 1926 году.

## Состав
Круговец-Калининский сельсовет включает 3 населённых пункта:
- Веселовка — деревня
- Круговец-Калинино — агрогородок
- Усохи — деревня